# Agathomyia tibialis
Agathomyia tibialis är en tvåvingeart som beskrevs av Shatalkin 1985. Agathomyia tibialis ingår i släktet Agathomyia och familjen svampflugor. Inga underarter finns listade i Catalogue of Life.